# Alturas do Barroso e Cerdedo
Alturas do Barroso e Cerdedo é uma freguesia portuguesa do município de Boticas, com 56,65 km² de área e 389 habitantes (censo de 2021). A sua densidade populacional é 6,9 hab./km².

## História
Foi constituída em 2013, no âmbito de uma reforma administrativa nacional, pela agregação das antigas freguesias de Alturas do Barroso e Cerdedo e tem a sede em Alturas do Barroso.

## Demografia
A população registada nos censos foi:
| Distribuição da População por Grupos Etários | Distribuição da População por Grupos Etários | Distribuição da População por Grupos Etários | Distribuição da População por Grupos Etários | Distribuição da População por Grupos Etários |
| -------------------------------------------- | -------------------------------------------- | -------------------------------------------- | -------------------------------------------- | -------------------------------------------- |
| Ano                                          | 0-14 Anos                                    | 15-24 Anos                                   | 25-64 Anos                                   | > 65 Anos                                    |
| 2001                                         | 93                                           | 70                                           | 298                                          | 159                                          |
| 2011                                         | 55                                           | 44                                           | 256                                          | 189                                          |
| 2021                                         | 21                                           | 28                                           | 169                                          | 171                                          |

À data da junção das freguesias, a população registada no censo anterior (2011) foi:
| Freguesia atual              | Freguesia atual  | Freguesia atual | Freguesias antigas | Freguesias antigas | Freguesias antigas |
| Freguesia                    | População (2011) | Área (km²)      | Freguesia          | População (2011)   | Área (km²)         |
| ---------------------------- | ---------------- | --------------- | ------------------ | ------------------ | ------------------ |
| Alturas do Barroso e Cerdedo | 544              | 56,65           | Alturas do Barroso | 399                | 32,77              |
| Alturas do Barroso e Cerdedo | 544              | 56,65           | Cerdedo            | 145                | 23,88              |